# 素波里峡
素波里峡（すばりきょう）は、秋田県山本郡藤里町にある渓谷。藤里峡の一つ。2004年に指定された秋田白神県立自然公園に含まれている。白神山地の核心地域に源流部を持つ粕毛川上流にある渓谷。「藤里町」の名前の2字目にある「里」は、「素波里」の「里」から取っている。 

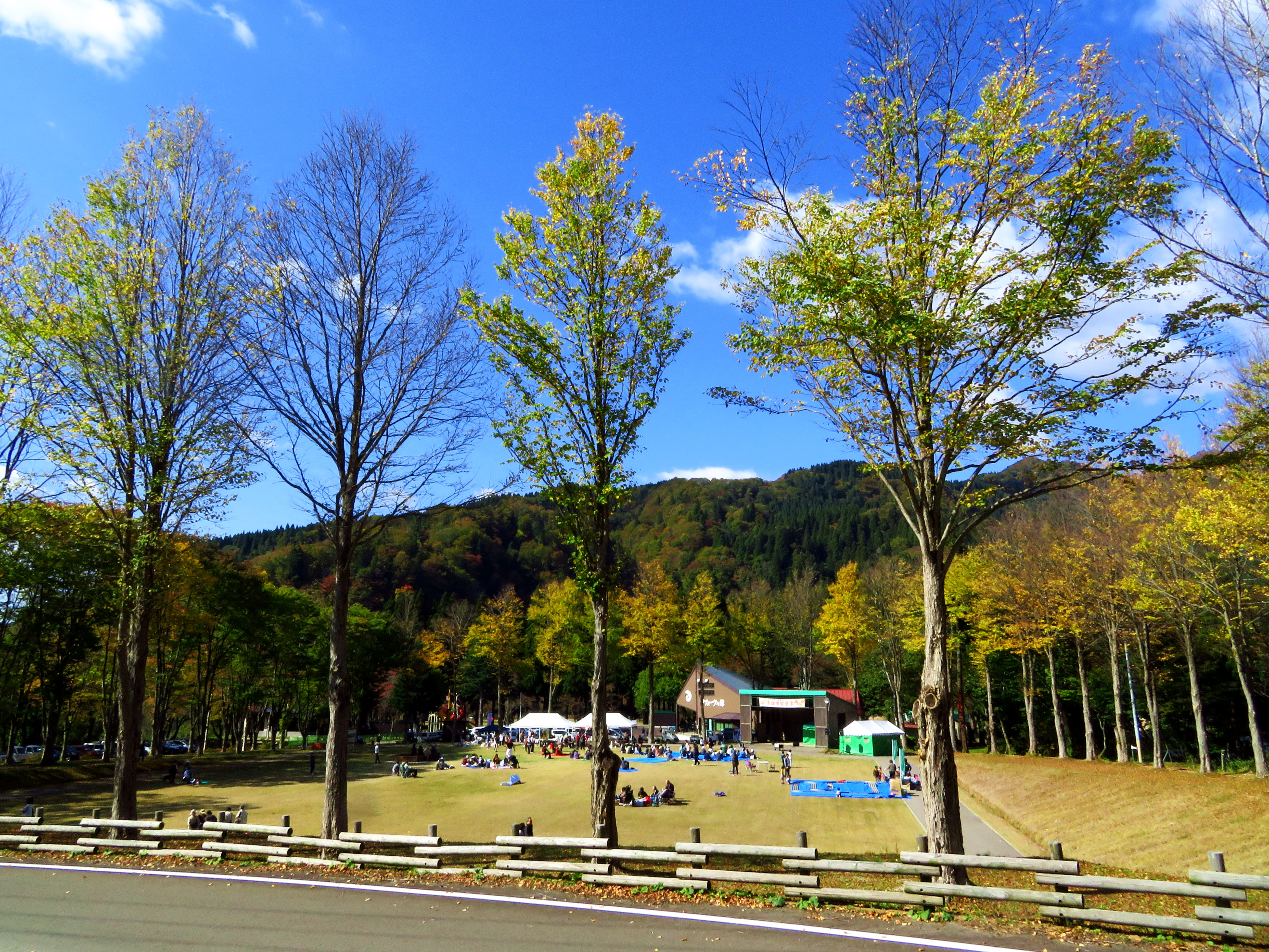
素波里園地

## 概要
素波里峡は、かつては深く切り込んだV字型の変化に富んだ渓谷であったが、昭和45年に県営素波里ダムの建設により、その姿の大部分がダム湖に沈んでいる。かつて素波里は、秋田魁新報社が主催する1952年(昭和27年)6月20日の第一回秋田県観光三十景(有効投票約百九十五万票)で第17位(四万千八百四十三票)に選出されたが、その対象も多くがダム湖に沈んでいる。
素波里湖上流部の渓谷や湖岸の急峻な断崖と湖水が深く入り込んだ複数の谷の光景は素波里峡の姿を映している。また、素波里ダム下流にある素波里神社からはV字型の深い谷と素波里不動の滝が眺められ、かつての素波里峡の面影をみることができる。
ダム湖の湖畔は、素波里国民休養地に指定されている。右岸中央部付近は、ふるさと自然公園素波里園地となっており、ふるさと自然公園センターや駐車場、キャンプ場、グラウンドゴルフ場、大型遊具がある冒険広場などが設けられている。
林野庁東北森林管理署では、湖岸一帯の山々を素波里ダム風景林として、また、ダム湖上流部にある独鈷森（標高583ｍ）を独鈷森風景林に指定している。素波里園地からのびる林道は、藤里駒ケ岳の樺岱登山口と小岳登山口にそれぞれつながっており、白神山地登山の秋田側のひとつの入口となっている。素波里ダム湖までは秋田県道322号きみまち阪公園素波里湖線が通っている。湖畔には、米代フォレストライン（森林基幹道米代線）が通っていて、東北方向には湯ノ沢温泉郷、南西方向には能代市から八峰町へつながっている。
素波里峡にも、江戸時代の旅行家、菅江真澄が訪れており、素波里神社の境内には、その時に不動の滝を詠んだ和歌の歌碑が設置されている。菅江真澄は素波里神社付近で『山ふかき　たきのかげみち　行人の　ぬれて涼しく　麻のさごろも』と歌っている。
素波里とはこの地方の方言で「すぼまって狭い」という意味であるり、藤里峡の奥にも素波里という地名がある。素波里園地の住所は粕毛字南鹿瀬内である。米代フォレストラインの素波里園地からの手前のトンネルは鹿瀬内トンネルという。大正時代の素波里渓谷の国有林には鹿瀬内国有林と名前がついている。また藤里駒ヶ岳は「カセ内嶽」や「カセナイ」と名付けられた絵図がある。

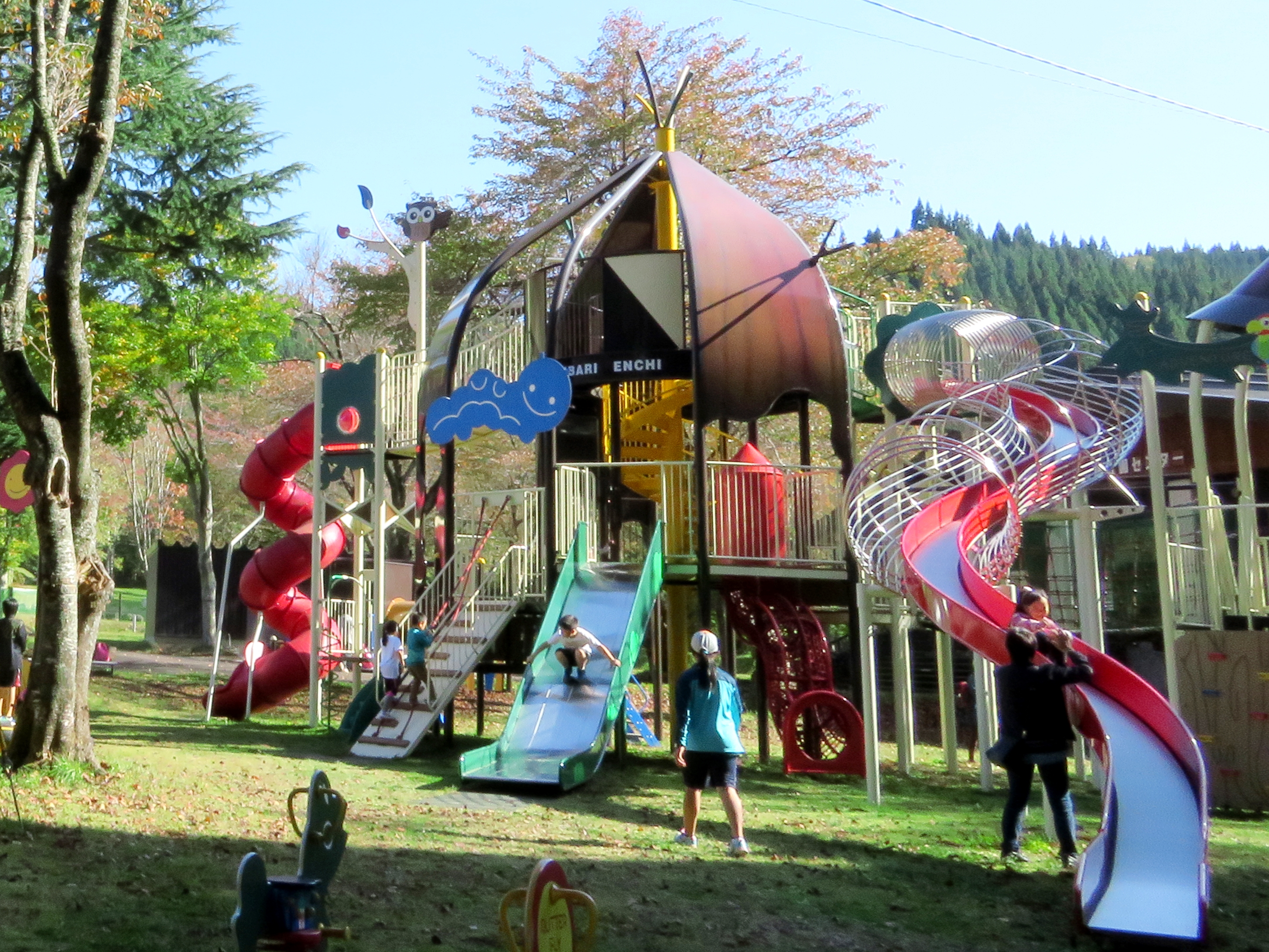
大型遊具がある冒険広場

## アクセス
- 秋田県道322号きみまち阪公園素波里湖線　藤琴中心部から素波里園地まで14キロ、車で約20分
- 路線バス　熊の岱停留所まで　（秋北バス）